# Grande Prêmio da Itália de 1971
Resultados do Grande Prêmio da Itália de Fórmula 1 realizado em Monza em 5 de setembro de 1971. Nona etapa da temporada, nele a Tyrrell conquistou seu único mundial de construtores, mas a prova entrou para a história graças ao britânico Peter Gethin, da BRM, que vivenciou a chegada mais apertada da história e obteve sua única vitória na categoria.

## Classificação da prova

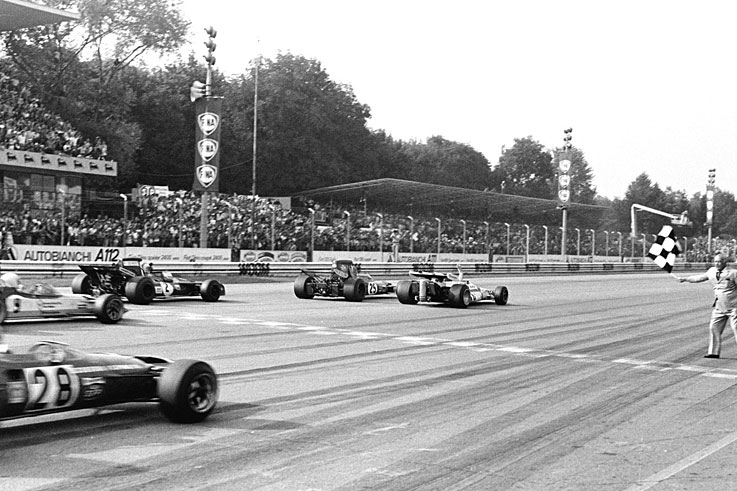
A chegada mais apertada da história da Fórmula 1.

| Pos. | Nº | Piloto             | Construtor            | Voltas | Tempo/Diferença | Grid | Pontos |
| ---- | -- | ------------------ | --------------------- | ------ | --------------- | ---- | ------ |
| 1    | 18 | Peter Gethin       | BRM                   | 55     | 1:18:12.60      | 11   | 9      |
| 2    | 25 | Ronnie Peterson    | March-Ford            | 55     | + 0.010         | 6    | 6      |
| 3    | 2  | François Cevert    | Tyrrell-Ford          | 55     | + 0.090         | 5    | 4      |
| 4    | 9  | Mike Hailwood      | Surtees-Ford          | 55     | + 0.180         | 17   | 3      |
| 5    | 19 | Howden Ganley      | BRM                   | 55     | + 0.610         | 4    | 2      |
| 6    | 12 | Chris Amon         | Matra                 | 55     | + 32.360        | 1    | 1      |
| 7    | 14 | Jackie Oliver      | McLaren-Ford          | 55     | + 1:24.830      | 13   |        |
| 8    | 5  | Emerson Fittipaldi | Lotus-Pratt & Whitney | 54     | + 1 volta       | 18   |        |
| 9    | 20 | Jo Siffert         | BRM                   | 53     | + 2 voltas      | 3    |        |
| 10   | 28 | Jo Bonnier         | McLaren-Ford          | 51     | + 4 voltas      | 21   |        |
| Ret  | 10 | Graham Hill        | Brabham-Ford          | 47     | Câmbio          | 14   |        |
| NC   | 26 | Jean-Pierre Jarier | March-Ford            | 47     | + 8 voltas      | 24   |        |
| Ret  | 24 | Mike Beuttler      | March-Ford            | 41     | Motor           | 16   |        |
| Ret  | 16 | Henri Pescarolo    | March-Ford            | 40     | Suspensão       | 10   |        |
| Ret  | 23 | Andrea de Adamich  | March-Alfa Romeo      | 33     | Motor           | 20   |        |
| Ret  | 4  | Clay Regazzoni     | Ferrari               | 17     | Motor           | 8    |        |
| Ret  | 3  | Jacky Ickx         | Ferrari               | 15     | Motor           | 2    |        |
| Ret  | 30 | Jackie Stewart     | Tyrrell-Ford          | 15     | Motor           | 7    |        |
| Ret  | 22 | Nanni Galli        | March-Ford            | 11     | Pane elétrica   | 19   |        |
| Ret  | 11 | Tim Schenken       | Brabham-Ford          | 5      | Suspensão       | 9    |        |
| Ret  | 27 | Silvio Moser       | Bellasi-Ford          | 5      | Suspensão       | 22   |        |
| Ret  | 21 | Helmut Marko       | BRM                   | 3      | Motor           | 12   |        |
| Ret  | 7  | John Surtees       | Surtees-Ford          | 3      | Motor           | 15   |        |
| DNS  | 8  | Rolf Stommelen     | Surtees-Ford          | 0      | Acidente        | 23   |        |

## Tabela do campeonato após a corrida
|   | Pos. | Piloto             | Pontos |
| - | ---- | ------------------ | ------ |
|   | 1    | Jackie Stewart     | 51     |
| 1 | 2    | Ronnie Peterson    | 23     |
| 1 | 3    | Jacky Ickx         | 19     |
| 4 | 4    | François Cevert    | 16     |
| 1 | 5    | Emerson Fittipaldi | 16     |

|   | Pos. | Construtor   | Pontos |
| - | ---- | ------------ | ------ |
|   | 1    | Tyrrell-Ford | 55     |
|   | 2    | Ferrari      | 32     |
|   | 3    | BRM          | 30     |
| 1 | 4    | March-Ford   | 24     |
| 1 | 5    | Lotus-Ford   | 19     |

- Nota: Somente as primeiras cinco posições estão listadas e os campeões da temporada surgem destacados em negrito. Em 1971 os pilotos computariam cinco resultados nas seis primeiras corridas do ano e quatro nas últimas cinco. Neste ponto esclarecemos: na tabela dos construtores figurava somente o melhor colocado dentre os carros de um time.